# Großer Größtenberg
Der  Große Größtenberg, gelegentlich auch Gresten- oder Krestenberg genannt, ist mit einer Höhe von 1724 m ü. A. die höchste Erhebung des Reichraminger Hintergebirges. Er überragt inselartig die bewaldeten Berge, die deutlich niedriger sind. Der gesamte Gipfelbereich ist mit ausgedehnten Beständen der Bergkiefer (Pinus mugo) überzogen. Der Große Größtenberg wird touristisch oft besucht und bietet eine schöne Rundsicht. Am Gipfel befindet sich ein Gipfelkreuz mit Gipfelbuch.

## Anstiege
Markierte Anstiege
- Weg 41: Von Steyrsteg durch das Halterhüttental zum Gipfel